# You're Summer
Chansons représentant la Suède au Concours Eurovision de la chanson
Härliga sommardag
(1972) Waterloo
(1974)
You're Summer ou You Are Summer (You Never Tell Me No) (« Tu es l'été (Tu ne me dis jamais non) ») est une chanson interprétée par le duo suédois Malta sortie en 1973. Le titre original en suédois était Sommaren som aldrig säger nej (« Un été qui ne dit jamais non »).
C'est la chanson représentant la Suède au Concours Eurovision de la chanson 1973 à Luxembourg. À l'Eurovision, Malta participe sous le nom « Nova », afin de ne pas se faire confondre avec Malte.

## À l'Eurovision

### Sélection
You're Summer est la chanson sélectionnée pour représenter la Suède au Concours Eurovision de la chanson 1973.  Elle était interprétée dans sa version originale lorsqu'elle a remporté la sélection nationale suédoise, Melodifestivalen 1973, mais a ensuite été traduite en anglais pour l'Eurovision, car les règles exigeant que les pays participants chantent dans leur propre langue avaient été supprimées cette année. C'est la première fois qu'un représentant de la Suède interprétait sa chanson en anglais depuis Absent Friend en 1965.
Le duo interprétant You're Summer, qui est connu sous le nom « Malta », a été contraint de participer à l'Eurovision sous un autre nom, car le nom « Malta » coïncidait avec le nom de l'un des pays concurrents, Malte. Le duo a finalement choisi le nom « Nova », pour participer au concours. Ils sont crédités à l'Eurovision 1973 sous le nom « The Nova and The Dolls ». The Dolls fait référence aux choristes.

### À Luxembourg
Elle est intégralement interprétée en anglais et non en suédois, le choix de la langue à l'Eurovision étant alors libre de 1973 à 1976. C'est la deuxième fois que la chanson suédoise est interprétée en anglais.
L'orchestre est dirigé par Monica Dominique (en).
Il s'agit de la douzième chanson interprétée lors de la soirée, suivant Tu te reconnaîtras d'Anne-Marie David qui remporte le concours à la fin de la soirée représentant le Luxembourg et précédant De oude muzikant de Ben Cramer qui représentait les Pays-Bas. À l'issue du vote, elle a obtenu 94 points et se classe 5e sur 17 chansons,.

## Liste des titres
| A1. | You Are Summer (You Never Tell Me No) | Lars Forssell, Monica Dominique, Carl-Axel Dominique |  |
| B1. | Crossword Puzzle                      | Claes af Geijerstam, Göran Fristorp                  |  |

## Historique de sortie
| Pays   | Date | Format   | Label         |
| ------ | ---- | -------- | ------------- |
| Suède  | 1973 | 45 tours | EMI           |
| Divers | 1973 | 45 tours | EMI, Columbia |